# Antirhea inaequalis
Antirhea inaequalis är en måreväxtart som beskrevs av Shu Miaw Chaw. Antirhea inaequalis ingår i släktet Antirhea och familjen måreväxter. Inga underarter finns listade i Catalogue of Life.